# Јонан
Јонан (јап. 城南町) Jōnan-machi је варош која се налазила у области Шимомашики у префектури Кумамото, Јапан. 
По попису из 2003. године, варош је имала око 19.885 становника, са густином насељености од 539,18 становника по квадратном километру. Укупна површина области је 36.88 км².

## Спајања
- 23. марта, 2010. варош Уеки, заједно са вароши Јонан (из области Шимомашики), су спојене у проширени град Кумамото и више не постоји као самостална општина.[1] Од 1. априла 2012. године, варош је део градске четврти Минами-ку, града Кумамото.

У вароши Јонан је смештена Цивилна астрономска опсерваторија Кумамото и по имену ове вароши је дато име астероиду 21254